# Wyścig Makau WTCC 2010
Wyścig Makau WTCC 2010 – jedenasta i ostatnia runda World Touring Car Championship w sezonie 2010 i szósty z kolei Wyścig Makau. Rozegrał się on w dniach 18-21 listopada 2010 na torze Guia Circuit w Makau będącym specjalnym regionem administracyjnym Chin. W pierwszym wyścigu zwyciężył Robert Huff z Chevroleta, a w drugim Norbert Michelisz z zespołu Zengő-Dension Team.

## Lista startowa
| Nr | Kierowca            | Zespół                          | Samochód            | Klasa |
| -- | ------------------- | ------------------------------- | ------------------- | ----- |
| 1  | Gabriele Tarquini   | SR-Sport                        | SEAT León 2.0 TDI   | M     |
| 2  | Tom Coronel         | SR-Sport                        | SEAT León 2.0 TDI   | M     |
| 3  | Tiago Monteiro      | SR-Sport                        | SEAT León 2.0 TDI   | M     |
| 5  | Norbert Michelisz   | Zengő-Dension Team              | SEAT León 2.0 TDI   | MR    |
| 6  | Yvan Muller         | Chevrolet                       | Chevrolet Cruze LT  | M     |
| 7  | Robert Huff         | Chevrolet                       | Chevrolet Cruze LT  | M     |
| 8  | Alain Menu          | Chevrolet                       | Chevrolet Cruze LT  | M     |
| 10 | Augusto Farfus      | BMW Team RBM                    | BMW 320si           | M     |
| 11 | Andy Priaulx        | BMW Team RBM                    | BMW 320si           | M     |
| 15 | Franz Engstler      | Liqui Moly Team Engstler        | BMW 320si           | MI    |
| 16 | Andriej Romanow     | Liqui Moly Team Engstler        | BMW 320si           | MI    |
| 17 | Michel Nykjær       | SUNRED Engineering              | SEAT León 2.0 TDI   | MR    |
| 18 | Fredy Barth         | SEAT Swiss Racing by SUNRED     | SEAT León 2.0 TDI   | MR    |
| 20 | Darryl O’Young      | Bamboo Engineering              | Chevrolet Lacetti   | MIR   |
| 21 | Mehdi Bennani       | Wiechers-Sport                  | BMW 320si           | MIR   |
| 24 | Kristian Poulsen    | Poulsen Motorsport              | BMW 320si           | MI    |
| 25 | Sergio Hernández    | Scuderia Proteam Motorsport     | BMW 320si           | MI    |
| 29 | Colin Turkington    | Team Aviva-COFCO / WSR          | BMW 320si           | M     |
| 43 | Nobuteru Taniguchi  | Scuderia Proteam Motorsport     | BMW 320si           | MI    |
| 45 | Kevin Chen          | Scuderia Proteam Motorsport     | BMW 320si           | MI    |
| 47 | Masaki Kanō         | Liqui Moly Team Engstler        | BMW 320si           | MI    |
| 50 | Joseph Rosa Merszei | Liqui Moly Team Engstler        | BMW 320si           | MI    |
| 51 | Henry Ho            | Ho Chun Kei / Sports & You Asia | BMW 320si           | MI    |
| 53 | Philip Ma           | Jacob & Co. Racing Team         | Honda Accord Euro R | I     |
| 63 | César Campaniço     | Team Novadriver Total           | BMW 320si           | MI    |
| 64 | Kuok Io Keong       | Andy Racing Team                | Honda Accord Euro R | I     |
| 65 | Chan Kin Man        | Chan Kin Man                    | Honda Civic Type R  | I     |
| 66 | André Couto         | SR-Sport                        | SEAT León 2.0 TDI   | M     |
| 72 | Yukinori Taniguchi  | Bamboo Engineering              | Chevrolet Lacetti   | MI    |
| Nr | Kierowca            | Zespół                          | Samochód            | Klasa |

| Symbol | Klasa                                   |
| ------ | --------------------------------------- |
| M      | Producent (Manufacturers' Championship) |
| I      | Niezależny (Independents' Trophy)       |
| R      | Debiutant (Rookie Challenge)            |

## Wyniki

### Sesje treningowe
| Sesja | Nr | Kierowca    | Zespół    | Samochód           | Czas     | Okr. |
| ----- | -- | ----------- | --------- | ------------------ | -------- | ---- |
| 1     | 7  | Robert Huff | Chevrolet | Chevrolet Cruze LT | 2:32,272 | 8    |
| 2     | 7  | Robert Huff | Chevrolet | Chevrolet Cruze LT | 2:32,751 | 7    |

### Kwalifikacje
| Poz.    | Nr      |         | Kierowca            | Zespół                          | Samochód            | Q1        | Q2       | Poz. s. |
| II etap | II etap | II etap | II etap             | II etap                         | II etap             | II etap   | II etap  | II etap |
| ------- | ------- | ------- | ------------------- | ------------------------------- | ------------------- | --------- | -------- | ------- |
| 1       | 7       |         | Robert Huff         | Chevrolet                       | Chevrolet Cruze LT  | 2:32,323  | 2:31,321 | 1       |
| 2       | 5       |         | Norbert Michelisz   | Zengő-Dension Team              | SEAT León 2.0 TDI   | 2:33,013  | 2:31,728 | 7       |
| 3       | 6       |         | Yvan Muller         | Chevrolet                       | Chevrolet Cruze LT  | 2:31,948  | 2:31,773 | 2       |
| 4       | 8       |         | Alain Menu          | Chevrolet                       | Chevrolet Cruze LT  | 2:32,809  | 2:31,862 | 3       |
| 5       | 3       |         | Tiago Monteiro      | SR-Sport                        | SEAT León 2.0 TDI   | 2:32,416  | 2:31,946 | 4       |
| 6       | 10      |         | Augusto Farfus      | BMW Team RBM                    | BMW 320si           | 2:33,610  | 2:32,222 | 5       |
| 7       | 1       |         | Gabriele Tarquini   | SR-Sport                        | SEAT León 2.0 TDI   | 2:33,274  | 2:32,222 | 6       |
| 8       | 11      |         | Andy Priaulx        | BMW Team RBM                    | BMW 320si           | 2:33,331  | 2:32,478 | 8       |
| 9       | 20      | I       | Darryl O’Young      | Bamboo Engineering              | Chevrolet Lacetti   | 2:33,197  | 2:33,185 | 9       |
| 10      | 66      |         | André Couto         | SR-Sport                        | SEAT León 2.0 TDI   | 2:33,869  | 2:37,073 | 10      |
| I etap  |         |         |                     |                                 |                     |           |          |         |
| 11      | 18      |         | Fredy Barth         | SEAT Swiss Racing by SUNRED     | SEAT León 2.0 TDI   | 2:34,045  | –        | 11      |
| 12      | 17      |         | Michel Nykjær       | SUNRED Engineering              | SEAT León 2.0 TDI   | 2:34,190  | –        | 12      |
| 13      | 2       |         | Tom Coronel         | SR-Sport                        | SEAT León 2.0 TDI   | 2:34,191  | –        | 13      |
| 14      | 25      | I       | Sergio Hernández    | Scuderia Proteam Motorsport     | BMW 320si           | 2:34,689  | –        | 14      |
| 15      | 29      |         | Colin Turkington    | Team Aviva-COFCO / WSR          | BMW 320si           | 2:35,246  | –        | 15      |
| 16      | 15      | I       | Franz Engstler      | Liqui Moly Team Engstler        | BMW 320si           | 2:37,094  | –        | 16      |
| 17      | 21      | I       | Mehdi Bennani       | Wiechers-Sport                  | BMW 320si           | 2:37,984  | –        | 22      |
| 18      | 72      | I       | Yukinori Taniguchi  | Bamboo Engineering              | Chevrolet Lacetti   | 2:39,267  | –        | 17      |
| 19      | 63      | I       | César Campaniço     | Team Novadriver Total           | BMW 320si           | 2:40,315  | –        | 18      |
| 20      | 51      | I       | Henry Ho            | Ho Chun Kei / Sports & You Asia | BMW 320si           | 2:40,396  | –        | 19      |
| 21      | 45      | I       | Kevin Chen          | Scuderia Proteam Motorsport     | BMW 320si           | 2:40,840  | –        | 23      |
| 22      | 43      | I       | Nobuteru Taniguchi  | Scuderia Proteam Motorsport     | BMW 320si           | 2:40,897  | –        | 20      |
| 23      | 24      | I       | Kristian Poulsen    | Poulsen Motorsport              | BMW 320si           | 2:42,455  | –        | 21      |
|         | 50      | I       | Joseph Rosa Merszei | Liqui Moly Team Engstler        | BMW 320si           | 2:45,002  | –        | 24      |
|         | 47      | I       | Masaki Kanō         | Liqui Moly Team Engstler        | BMW 320si           | 2:45,574  | –        | 27      |
|         | 16      | I       | Andriej Romanow     | Liqui Moly Team Engstler        | BMW 320si           | 11:00,386 | –        | 25      |
|         | 53      | I       | Philip Ma           | Jacob & Co. Racing Team         | Honda Accord Euro R | 11:11,963 | –        | 26      |
| Poz.    | Nr      |         | Kierowca            | Zespół                          | Samochód            | Q1        | Q2       | Poz. s. |

#### Warunki atmosferyczne[2]
| Temperatura toru      | 28/23 °C |
| Temperatura powietrza | 25/21 °C |
| Słońce                | tak      |
| Opady deszczu         | nie      |
| Sucho                 |          |

### Wyścig 1
| Poz.              | +/- | Nr |   | Kierowca            | Zespół                          | Samochód            | Okr. | Czas/Strata | Pkt. | Komentarz                    |
| ----------------- | --- | -- | - | ------------------- | ------------------------------- | ------------------- | ---- | ----------- | ---- | ---------------------------- |
| 1                 |     | 7  |   | Robert Huff         | Chevrolet                       | Chevrolet Cruze LT  | 11   | 35:34,840   | 25   |                              |
| 2                 |     | 6  |   | Yvan Muller         | Chevrolet                       | Chevrolet Cruze LT  | 11   | +0,366      | 18   |                              |
| 3                 | 1   | 3  |   | Tiago Monteiro      | SR-Sport                        | SEAT León 2.0 TDI   | 11   | +0,631      | 15   |                              |
| 4                 | 2   | 1  |   | Gabriele Tarquini   | SR-Sport                        | SEAT León 2.0 TDI   | 11   | +0,909      | 12   |                              |
| 5                 | 2   | 5  |   | Norbert Michelisz   | Zengő-Dension Team              | SEAT León 2.0 TDI   | 11   | +1,306      | 10   |                              |
| 6                 | 1   | 10 |   | Augusto Farfus      | BMW Team RBM                    | BMW 320si           | 11   | +1,967      | 8    |                              |
| 7                 | 4   | 8  |   | Alain Menu          | Chevrolet                       | Chevrolet Cruze LT  | 11   | +2,564      | 6    |                              |
| 8                 | 13  | 24 | I | Kristian Poulsen    | Poulsen Motorsport              | BMW 320si           | 11   | +2,823      | 4    |                              |
| 9                 | 7   | 15 | I | Franz Engstler      | Liqui Moly Team Engstler        | BMW 320si           | 11   | +3,503      | 2    |                              |
| 10                | 12  | 21 | I | Mehdi Bennani       | Wiechers-Sport                  | BMW 320si           | 11   | +3,998      | 1    |                              |
| 11                | 3   | 25 | I | Sergio Hernández    | Scuderia Proteam Motorsport     | BMW 320si           | 11   | +4,614      |      |                              |
| 12                | 1   | 2  |   | Tom Coronel         | SR-Sport                        | SEAT León 2.0 TDI   | 11   | +4,770      |      |                              |
| 13                | 4   | 72 | I | Yukinori Taniguchi  | Bamboo Engineering              | Chevrolet Lacetti   | 11   | +8,465      |      |                              |
| 14                | 4   | 63 | I | César Campaniço     | Team Novadriver Total           | BMW 320si           | 11   | +8,961      |      |                              |
| 15                | 10  | 16 | I | Andriej Romanow     | Liqui Moly Team Engstler        | BMW 320si           | 11   | +9,439      |      |                              |
| 16                | 4   | 43 | I | Nobuteru Taniguchi  | Scuderia Proteam Motorsport     | BMW 320si           | 11   | +13,059     |      |                              |
| 17                | 6   | 45 | I | Kevin Chen          | Scuderia Proteam Motorsport     | BMW 320si           | 11   | +24,421     |      |                              |
| 18                | 8   | 53 | I | Philip Ma           | Jacob & Co. Racing Team         | Honda Accord Euro R | 11   | +26,043     |      |                              |
| 19                | 5   | 50 | I | Joseph Rosa Merszei | Liqui Moly Team Engstler        | BMW 320si           | 11   | +27,592     |      |                              |
| 20                | 7   | 47 | I | Masaki Kanō         | Liqui Moly Team Engstler        | BMW 320si           | 10   | +1 okr.     |      |                              |
| 21                | 2   | 51 | I | Henry Ho            | Ho Chun Kei / Sports & You Asia | BMW 320si           | 8    | +3 okr.     |      | kolizja z barierą            |
| Niesklasyfikowani |     |    |   |                     |                                 |                     |      |             |      |                              |
|                   |     | 11 |   | Andy Priaulx        | BMW Team RBM                    | BMW 320si           | 7    |             |      | ukończył, kolizja z Nykjærem |
|                   |     | 20 | I | Darryl O’Young      | Bamboo Engineering              | Chevrolet Lacetti   | 4    |             |      | kolizja z Barthem            |
|                   |     | 18 |   | Fredy Barth         | SEAT Swiss Racing by SUNRED     | SEAT León 2.0 TDI   | 4    |             |      | kolizja z O'Youngiem         |
|                   |     | 29 |   | Colin Turkington    | Team Aviva-COFCO / WSR          | BMW 320si           | 4    |             |      | skrzynia biegów              |
|                   |     | 66 |   | André Couto         | SR-Sport                        | SEAT León 2.0 TDI   | 0    |             |      | kolizja z Nykjærem           |
|                   |     | 17 |   | Michel Nykjær       | SUNRED Engineering              | SEAT León 2.0 TDI   | 0    |             |      | kolizja z Couto i Priaulksem |
| Wykluczeni        |     |    |   |                     |                                 |                     |      |             |      |                              |
|                   |     | 64 | I | Kuok Io Keong       | Andy Racing Team                | Honda Accord Euro R |      |             |      |                              |
|                   |     | 65 | I | Chan Kin Man        | Chan Kin Man                    | Honda Civic Type R  |      |             |      |                              |
| Poz.              | +/- | Nr |   | Kierowca            | Zespół                          | Samochód            | Okr. | Czas/Strata | Pkt. | Komentarz                    |

#### Najszybsze okrążenie
| Nr | Kierowca    | Zespół    | Samochód           | Czas     | Okr. |
| -- | ----------- | --------- | ------------------ | -------- | ---- |
| 7  | Robert Huff | Chevrolet | Chevrolet Cruze LT | 2:33,560 | 7    |

#### Warunki atmosferyczne[2]
| Temperatura toru      | 39 °C |
| Temperatura powietrza | 24 °C |
| Słońce                | tak   |
| Opady deszczu         | nie   |
| Sucho                 |       |

### Wyścig 2
| Poz.              | +/- | Nr |   | Kierowca            | Zespół                          | Samochód            | Okr. | Czas/Strata | Pkt. | Komentarz               |
| ----------------- | --- | -- | - | ------------------- | ------------------------------- | ------------------- | ---- | ----------- | ---- | ----------------------- |
| 1                 | 3   | 5  |   | Norbert Michelisz   | Zengő-Dension Team              | SEAT León 2.0 TDI   | 10   | 54:37,415   | 25   |                         |
| 2                 | 3   | 1  |   | Gabriele Tarquini   | SR-Sport                        | SEAT León 2.0 TDI   | 10   | +1,193      | 18   |                         |
| 3                 | 5   | 7  |   | Robert Huff         | Chevrolet                       | Chevrolet Cruze LT  | 10   | +1,543      | 15   |                         |
| 4                 | 3   | 6  |   | Yvan Muller         | Chevrolet                       | Chevrolet Cruze LT  | 10   | +10,886     | 12   |                         |
| 5                 | 2   | 10 |   | Augusto Farfus      | BMW Team RBM                    | BMW 320si           | 10   | +14,675     | 10   |                         |
| 6                 | 6   | 2  |   | Tom Coronel         | SR-Sport                        | SEAT León 2.0 TDI   | 10   | +14,894     | 8    |                         |
| 7                 | 15  | 11 |   | Andy Priaulx        | BMW Team RBM                    | BMW 320si           | 10   | +15,716     | 6    |                         |
| 8                 | 2   | 3  |   | Tiago Monteiro      | SR-Sport                        | SEAT León 2.0 TDI   | 10   | +16,360     | 4    |                         |
| 9                 | 2   | 25 | I | Sergio Hernández    | Scuderia Proteam Motorsport     | BMW 320si           | 10   | +20,951     | 2    |                         |
| 10                | 1   | 15 | I | Franz Engstler      | Liqui Moly Team Engstler        | BMW 320si           | 10   | +25,099     | 1    |                         |
| 11                | 15  | 17 |   | Michel Nykjær       | SUNRED Engineering              | SEAT León 2.0 TDI   | 10   | +43,156     |      |                         |
| 12                | 2   | 21 | I | Mehdi Bennani       | Wiechers-Sport                  | BMW 320si           | 10   | +47,302     |      |                         |
| 13                | 14  | 29 |   | Colin Turkington    | Team Aviva-COFCO / WSR          | BMW 320si           | 10   | +1:01,671   |      |                         |
| 14                | 3   | 45 | I | Kevin Chen          | Scuderia Proteam Motorsport     | BMW 320si           | 10   | +1:47,235   |      |                         |
| 15                | 3   | 53 | I | Philip Ma           | Jacob & Co. Racing Team         | Honda Accord Euro R | 10   | +1:52,404   |      |                         |
| 16                | 2   | 63 | I | César Campaniço     | Team Novadriver Total           | BMW 320si           | 8    | +2 okr.     |      |                         |
| Niesklasyfikowani |     |    |   |                     |                                 |                     |      |             |      |                         |
|                   |     | 47 | I | Masaki Kanō         | Liqui Moly Team Engstler        | BMW 320si           | 6    |             |      | kolizja z barierą       |
|                   |     | 24 | I | Kristian Poulsen    | Poulsen Motorsport              | BMW 320si           | 4    |             |      | wypadek                 |
|                   |     | 50 | I | Joseph Rosa Merszei | Liqui Moly Team Engstler        | BMW 320si           | 3    |             |      | kolizja z barierą       |
|                   |     | 8  |   | Alain Menu          | Chevrolet                       | Chevrolet Cruze LT  | 2    |             |      | sprzęgło                |
|                   |     | 16 | I | Andriej Romanow     | Liqui Moly Team Engstler        | BMW 320si           | 0    |             |      | karambol                |
|                   |     | 43 | I | Nobuteru Taniguchi  | Scuderia Proteam Motorsport     | BMW 320si           | 0    |             |      | karambol                |
|                   |     | 72 | I | Yukinori Taniguchi  | Bamboo Engineering              | Chevrolet Lacetti   | 0    |             |      | karambol                |
|                   |     | 18 |   | Fredy Barth         | SEAT Swiss Racing by SUNRED     | SEAT León 2.0 TDI   | 0    |             |      | karambol                |
|                   |     | 20 | I | Darryl O’Young      | Bamboo Engineering              | Chevrolet Lacetti   | 0    |             |      | karambol                |
| Nie wystartowali  |     |    |   |                     |                                 |                     |      |             |      |                         |
|                   |     | 51 | I | Henry Ho            | Ho Chun Kei / Sports & You Asia | BMW 320si           | –    |             |      | uszkodzenia z wyścigu 1 |
|                   |     | 66 |   | André Couto         | SR-Sport                        | SEAT León 2.0 TDI   | –    |             |      | uszkodzenia z wyścigu 1 |
| Wykluczeni        |     |    |   |                     |                                 |                     |      |             |      |                         |
|                   |     | 64 | I | Kuok Io Keong       | Andy Racing Team                | Honda Accord Euro R |      |             |      |                         |
|                   |     | 65 | I | Chan Kin Man        | Chan Kin Man                    | Honda Civic Type R  |      |             |      |                         |
| Poz.              | +/- | Nr |   | Kierowca            | Zespół                          | Samochód            | Okr. | Czas/Strata | Pkt. | Komentarz               |

#### Najszybsze okrążenie
| Nr | Kierowca    | Zespół    | Samochód           | Czas     | Okr. |
| -- | ----------- | --------- | ------------------ | -------- | ---- |
| 7  | Robert Huff | Chevrolet | Chevrolet Cruze LT | 2:32,766 | 9    |

#### Warunki atmosferyczne[2]
| Temperatura toru      | 38 °C |
| Temperatura powietrza | 24 °C |
| Słońce                | tak   |
| Opady deszczu         | nie   |
| Sucho                 |       |

## Klasyfikacja po rundzie

### Kierowcy
| Poz.              | +/- | Kierowca             | Starty | Punkty | P1 | P2 | P3 | PP | NO | NS | DK | NW |
| ----------------- | --- | -------------------- | ------ | ------ | -- | -- | -- | -- | -- | -- | -- | -- |
| 1                 |     | Yvan Muller          | 22     | 331    | 3  | 9  | 2  | 2  | 1  | 1  | –  | –  |
| 2                 |     | Gabriele Tarquini    | 22     | 276    | 5  | 2  | 3  | 3  | 6  | 2  | –  | –  |
| 3                 | 1   | Robert Huff          | 22     | 276    | 3  | 4  | 5  | 2  | 3  | 1  | 1  | –  |
| 4                 | 1   | Andy Priaulx         | 22     | 246    | 6  | –  | –  | 1  | 5  | 3  | 2  | –  |
| 5                 | 1   | Tiago Monteiro       | 22     | 177    | 2  | –  | 3  | 1  | 1  | 3  | –  | –  |
| 6                 | 1   | Alain Menu           | 22     | 173    | 1  | –  | 6  | –  | 1  | 3  | –  | –  |
| 7                 |     | Augusto Farfus       | 22     | 167    | –  | 3  | –  | 2  | 1  | 1  | 2  | –  |
| 8                 |     | Tom Coronel          | 22     | 136    | –  | 1  | 1  | –  | –  | 2  | –  | –  |
| 9                 | 1   | Norbert Michelisz    | 22     | 104    | 1  | –  | 1  | –  | –  | 2  | –  | –  |
| 10                | 1   | Colin Turkington     | 10     | 97     | 1  | 2  | 1  | –  | –  | 1  | –  | –  |
| 11                |     | Michel Nykjær        | 22     | 66     | –  | –  | –  | –  | 1  | 4  | –  | –  |
| 12                |     | Jordi Gené           | 17     | 61     | –  | 1  | –  | –  | 2  | 2  | 1  | 1  |
| 13                |     | Fredy Barth          | 22     | 51     | –  | –  | –  | –  | 1  | 5  | –  | –  |
| 14                |     | Kristian Poulsen     | 18     | 20     | –  | –  | –  | –  | –  | 3  | –  | –  |
| 15                |     | Darryl O’Young       | 22     | 15     | –  | –  | –  | –  | –  | 5  | –  | –  |
| 16                |     | Sergio Hernández     | 22     | 9      | –  | –  | –  | –  | –  | 2  | –  | –  |
| 17                | 3   | Franz Engstler       | 21     | 5      | –  | –  | –  | –  | –  | 3  | –  | 1  |
| 18                | 1   | Yukinori Taniguchi   | 8      | 4      | –  | –  | –  | –  | –  | 1  | –  | –  |
| 19                | 1   | Stefano D'Aste       | 19     | 3      | –  | –  | –  | –  | –  | 3  | –  | 1  |
| 20                | 1   | Mehdi Bennani        | 22     | 3      | –  | –  | –  | –  | –  | 4  | –  | –  |
| 21                |     | Harry Vaulkhard      | 14     | 1      | –  | –  | –  | –  | –  | 2  | –  | –  |
| 22                |     | Leonel Pernía        | 2      | 1      | –  | –  | –  | –  | –  | –  | –  | –  |
| 23                |     | Pierre-Yves Corthals | 2      | 0      | –  | –  | –  | –  | –  | –  | –  | –  |
| 24                |     | Nobuteru Taniguchi   | 4      | 0      | –  | –  | –  | –  | –  | 1  | –  | –  |
| 25                |     | Michaël Rossi        | 2      | 0      | –  | –  | –  | –  | –  | 1  | –  | –  |
| 26                |     | Marc Carol           | 2      | 0      | –  | –  | –  | –  | –  | –  | –  | –  |
| 27                |     | Andriej Romanow      | 18     | 0      | –  | –  | –  | –  | –  | 5  | –  | 2  |
| 28                |     | Tom Boardman         | 2      | 0      | –  | –  | –  | –  | –  | 1  | –  | –  |
| 29                |     | César Campaniço      | 2      | 0      | –  | –  | –  | –  | –  | –  | –  | –  |
| 30                | 5   | Kevin Chen           | 4      | 0      | –  | –  | –  | –  | –  | 1  | –  | –  |
| 31                | 2   | Vincent Radermecker  | 2      | 0      | –  | –  | –  | –  | –  | –  | –  | –  |
| 31                | 2   | Masataka Yanagida    | 2      | 0      | –  | –  | –  | –  | –  | –  | –  | –  |
| 33                | 2   | Fabio Fabiani        | 6      | 0      | –  | –  | –  | –  | –  | 1  | –  | –  |
| 34                |     | Philip Ma            | 2      | 0      | –  | –  | –  | –  | –  | –  | –  | –  |
| 35                | 3   | Tim Coronel          | 2      | 0      | –  | –  | –  | –  | –  | –  | –  | –  |
| 36                | 3   | Henry Ho             | 3      | 0      | –  | –  | –  | –  | –  | –  | –  | 1  |
| 37                | 3   | Yoshihiro Ito        | 2      | 0      | –  | –  | –  | –  | –  | 1  | –  | –  |
| 37                |     | Joseph Rosa Merszei  | 2      | 0      | –  | –  | –  | –  | –  | 1  | –  | –  |
| 39                |     | Masaki Kanō          | 2      | 0      | –  | –  | –  | –  | –  | 1  | –  | –  |
| Niesklasyfikowani |     |                      |        |        |    |    |    |    |    |    |    |    |
| –                 |     | Robert Dahlgren      | 3      | –      | –  | –  | –  | –  | –  | –  | –  | 1  |
| –                 |     | Carlos "Cacá" Bueno  | 1      | –      | –  | –  | –  | –  | –  | 1  | –  | 1  |
| –                 |     | André Couto          | 1      | –      | –  | –  | –  | –  | –  | 1  | –  | 1  |
| –                 |     | Ismaïl Sbaï          | 1      | –      | –  | –  | –  | –  | –  | 1  | –  | 1  |
| –                 |     | Youssaf El Marnissi  | 0      | –      | –  | –  | –  | –  | –  | –  | –  | 2  |
| –                 |     | Kuok Io Keong        | 0      | –      | –  | –  | –  | –  | –  | –  | 2  | –  |
| –                 |     | Chan Kin Man         | 0      | –      | –  | –  | –  | –  | –  | –  | 2  | –  |
| Poz.              | +/- | Kierowca             | Starty | Punkty | P1 | P2 | P3 | PP | NO | NS | DK | NW |

### Producenci
| Poz. | +/- | Producent                 | Starty | Punkty | P1 | P2 | P3 | PP | NO | NS | DK | NW |
| ---- | --- | ------------------------- | ------ | ------ | -- | -- | -- | -- | -- | -- | -- | -- |
| 1    |     | Chevrolet                 | 22     | 715    | 7  | 13 | 13 | 4  | 5  | 15 | 1  | 4  |
| 2    |     | SEAT Customers Technology | 22     | 641    | 7  | 3  | 7  | 4  | 11 | 22 | 1  | 2  |
| 3    |     | BMW                       | 22     | 580    | 8  | 6  | 2  | 3  | 6  | 33 | 4  | 5  |
| Poz. | +/- | Producent                 | Starty | Punkty | P1 | P2 | P3 | PP | NO | NS | DK | NW |